# Sternidius vicinus
Sternidius vicinus es una especie de escarabajo longicornio del género Sternidius, tribu Acanthocinini, subfamilia Lamiinae. Fue descrita científicamente por Haldeman en 1847.
La especie se mantiene activa durante los meses de junio, julio y agosto.

## Descripción
Mide 3,5-5,9 milímetros de longitud.

## Distribución
Se distribuye por Estados Unidos y Canadá.